# Sengelsberg (Heyerode)
Der Sengelsberg ist ein 433,8 Meter hoher Berg im südlichen Eichsfeld im Unstrut-Hainich-Kreis, Thüringen (Deutschland).

## Lage
Der Sengelsberg befindet sich am nordwestlichen Rand des Hainichs im westlichen Teil des Unstrut-Hainich-Kreises unmittelbar nordwestlich von Heyerode und südöstlich von Diedorf. Die Kreisstadt Mühlhausen liegt ungefähr neun Kilometer in nordöstlicher Richtung.
Der Sengelsberg ist einer der wenigen Berge des südlichen Eichsfeldes, die direkt zum Hainich gehören.

## Naturräumliche Einordnung
Der Berg zählt nach der naturräumlichen Gliederung im Blatt Kassel zum Grundbachtal (=Lempertsbach) (Nr. 483.51) innerhalb des Naturraumes Hainich (Nr. 483.5) der Nordwestlichen Randplatte des Thüringer Beckens (Nr. 483).
Orographisch ist der Sengelsberg aber dem Hainich im engeren Sinne hinzurechnen.
Entsprechend der innerthüringischen Gliederung (Die Naturräume Thüringens) wird er noch der Einheit Hainich-Dün-Hainleite zugeordnet, das Tal des Lempertsbaches ist hier die Grenze zur Einheit Werrabergland-Hörselberge.

## Besonderheiten
Der überwiegend bewaldete Berg, nur nördlich gibt es einige landwirtschaftlich genutzte Flächen, grenzt im Südosten bereits an die bebaute Ortslage von Heyerode. Das Waldgebiet selber gehört zum LSG Mühlhäuser Stadtwald innerhalb des Naturparkes Eichsfeld-Hainich-Werratal.
Südlich des Berges verläuft die Landesstraße L 2104 von Heyerode nach Diedorf sowie die ehemalige Bahnstrecke Mühlhausen–Treffurt und heutige Unstrut-Werra Radweg. Westlich vom Sengelsberg ist ein ehemaliger Bahneinschnitt als Teil der Geologischen Route (Nr. 6) durch den Naturpark ausgewiesen.